# Lori de coroneta blava
El lori de coroneta blava (Vini australis) és una espècie d'ocell de la família dels psitàcids que habita zones de boscos i de cocoters de Polinèsia central, a les illes Wallis i Futuna, Samoa, Tonga, Fiji i Niue.